# Pherusa bengalensis
Pherusa bengalensis är en ringmaskart som först beskrevs av Pierre Fauvel 1932.  Pherusa bengalensis ingår i släktet Pherusa och familjen Flabelligeridae. Inga underarter finns listade i Catalogue of Life.